# Listrac-Médoc
Listrac-Médoc é uma comuna francesa na região administrativa da Nova Aquitânia, no departamento da Gironda. Estende-se por uma área de 62,79 km². Em 2010 a comuna tinha 2 813 habitantes (densidade: 44,8 hab./km²).